# Zichron Ja'akov (Jeruzalém)
Zichron Ja'akov (hebrejsky: זכרון יעקב‎, doslova Ja'akovův památník) je městská čtvrť v centrální části Jeruzaléma v Izraeli.

## Geografie
Je součástí širšího zastavěného distriktu zvaného Lev ha-ir (Střed města), který zaujímá centrální oblast Západního Jeruzaléma a v jeho rámci tvoří spolu s dalšími menšími obytnými soubory podčást zvanou Nachla'ot. Rozkládá se na ploše vymezené ulicemi Elijahu Salman, Becalel a Hacham Šalom. Na severu hraničí s čtvrtí Zichron Josef, na východě s čtvrtí Nachalat Achim. Leží v nadmořské výšce cca 800 metrů, cca 2 kilometry západně od Starého Města. Populace čtvrti je židovská.

## Dějiny
Vznikla roku 1937 na pozemcích vykoupených od nedaleké arabské vesnice Lifta. Původními obyvateli byli židovští přistěhovalci z Kurdistánu.